# Giáo hoàng Urbanô VI
Urbanô VI (Latinh:Urbanus VI) là vị Giáo hoàng thứ 202 của giáo hội Công giáo. Theo niên giám Tòa Thánh năm 1806 thì ông đắc cử Giáo hoàng năm 1378 và ở ngôi Giáo hoàng trong 11 năm 6 tháng 8 ngày.
Niên giám tòa thánh năm 2003 xác định ông đắc cử Giáo hoàng ngày 8 tháng 4 năm 1378, ngày khai mạc chức vụ mục tử đoàn chiên Chúa là ngày 18 tháng 4 năm và ngày kết thúc triều đại của ông là ngày 15 tháng 10 năm 1389.
Ông sinh tại Naples. Trước khi lên làm Giáo hoàng, ông là tổng Giám mục Bari, phó chưởng ấn tông tòa.

## Bầu cử

### Khủng hoảng sau cái chết của Grêgôriô XI
Sau khi từ Avignon trở về Rôma không lâu, Giáo hoàng Grêgôriô XI từ trần năm 1378. Cái chết của ông đã đem lại sự khủng hoảng lớn cho Giáo hội.
Tháng 4.1378, 23 hồng y được triệu tập ở Rôma, nhưng bảy vị hồng y vắng mặt (6 ở lại Avignon, 1 ở Tuscia). Số 16 hồng y hiện diện chia làm ba khối. Cuộc họp bắt đầu sau bữa cơm trưa ngày 7.4.1373.
Không khí bầu cử căng thẳng giữa tiếng la ó của dân chúng đòi có tân Giáo hoàng người Roma hoặc người Ý (Romano lo volemo, o almeno Italiano). Các hồng y không tỏ dấu sợ hãi, các ông có sẵn 500 lính lê dương người Anh đóng không xa Roma, và hội đồng cũng đã chuyển vào lâu đài Thiên Thần khá kiên cố, có tường Gandelin bảo vệ.
Nhưng dân chúng la hét om sòm suốt ngày đêm, thúc các hồng y phải bầu cho xong Giáo hoàng. Ngày mùng 8, Giám mục Guillaume Voulte-Giám mục thành Marseille, có bổn phận canh giữ phòng hội đồng, sợ hãi và muốn trấn an dân chúng, cũng xin các hồng y cố gắng kết thúc cuộc bầu cử. 

### Prignano đắc cử
Các hồng y vẫn chưa đi đến chỗ đồng ý, mãi cho đến 9h sáng hôm sau, các ông đã khôn ngoan tuyển chọn một người Ý, Giám mục Bari là Bartolomeo Prignano, ngoài hồng y đoàn đắc cử, lấy hiệu là Urbano VI. Nhưng chỉ có 15 hồng y bỏ phiếu, hồng y Giacobini Orsini lánh mặt lấy lẽ không đủ tự do.
Cũng ngày 8/4, trong khi cho người đi mời Giám mục Prigano đến Vatican, sau bữa ăn trưa, 13 hồng y họp lại một lần nữa và tự do bỏ phiếu, Giám mục thành Bari vẫn được đa số phiếu. Hồng y Giacobini Orsini loan tin đã có Giáo hoàng mới nhưng không nói rõ tên vì Giám mục Prignano chưa tới Vatican.
Dân thành Roma nghe biết có Giáo hoàng mới, liền đổ xô vào Vatican đòi cho biết ai; bấy giờ nhiều tên được tung ra, kể cả tên Tổng Giám mục Prignano. Mấy vị Giám mục sợ dân chúng nổi giận đập phá, vì Giáo hoàng đắc cử không phải là người Roma mà chỉ là người Ý, nên đã nhắc đến tên Hồng y Francesco Tibaldeschi và nói gạt là ông đã đắc cử, các hồng y cũng xin ông cứ để dân chúng tin như vậy nhằm trấn an họ.

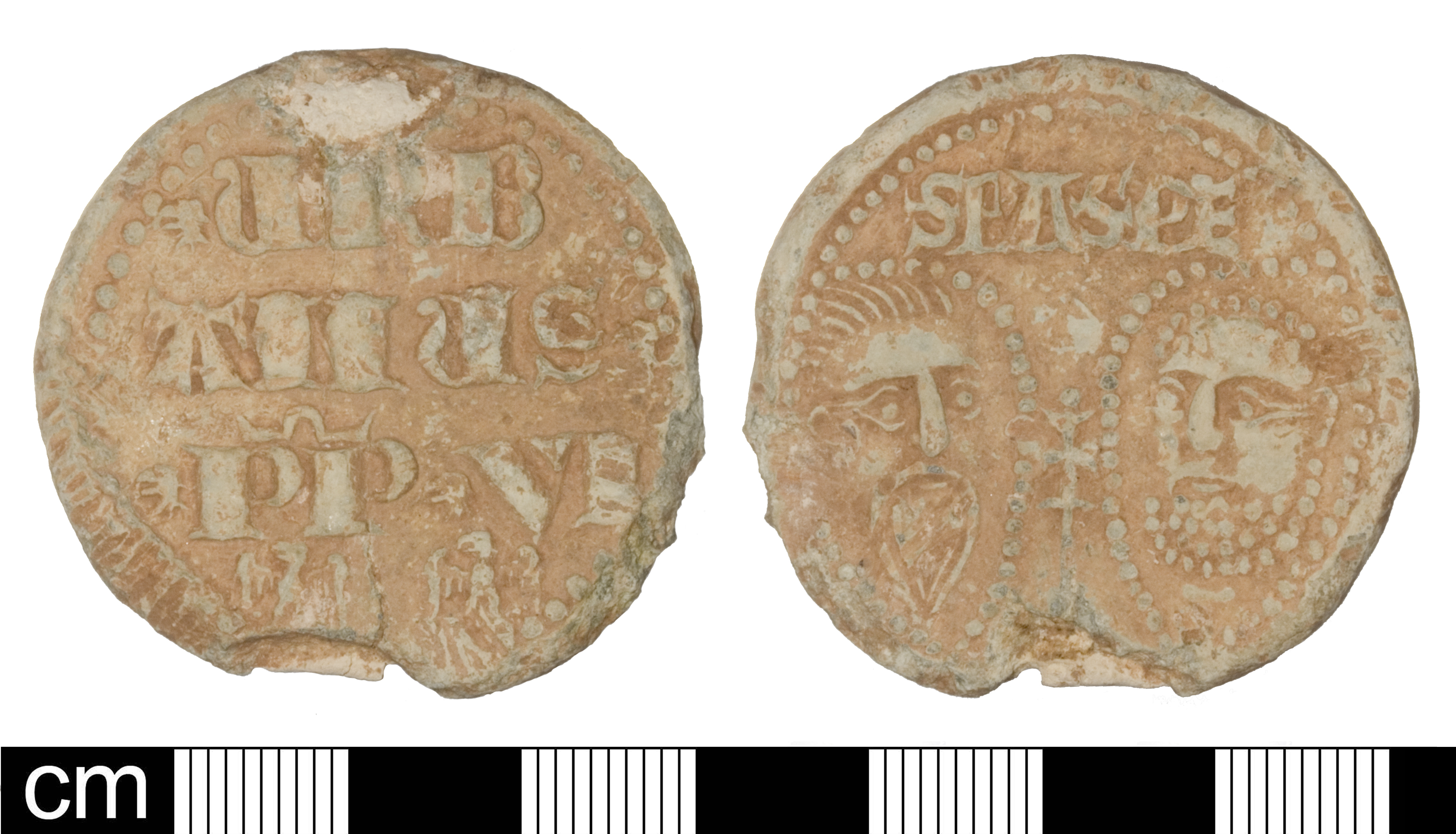
Sắc chỉ của giáo hoàng Urban VI.

Nhưng dân chúng không đợi lời tuyên bố chính thức, liền lấy mũ áo cho hồng y Tibaldeschi và tung hô ngài là Giáo hoàng. Đức hồng y Tibaldeschi đỏ mặt lớn tiếng phủ nhận: "Tôi không phải là Giáo hoàng, nhưng là Tổng Giám mục thành Bari đắc cử Giáo hoàng". Bấy giờ dân chúng mới chịu bỏ ông một mình trước bàn thờ thánh Phêrô.
Đang khi ấy, Bartolomeo Prignano đến vatican và nhận tin mừng đắc cử. Ông là vị Giáo hoàng cuối cùng không phải hồng y được bầu. Tuy nhiên lại không có một hồng y nào có mặt, 6 vị sợ dân chúng đã trốn vào đồn Thiên thần, 4 vị đi khỏi Roma, các vị khác lẩn trốn trong thành. Chỉ còn một mình hồng y Tibaldeschi ở lại chính thức thông báo vị Giáo hoàng đắc cử.
Ngày 9.4.1378, 12 hồng y hội lại trong điện Vatican để làm lễ "tùng phục" (Adoration) và hồng y Piere Vergne công bố cho dân Roma theo nghi thức thường lệ, tân Giáo hoàng lấy hiệu Urban VI. Lễ đăng quang được cử hành trong đền thánh Phê-rô vào ngày lễ Phục sinh (18 tháng 4) và hồng y Giacobibi Orsini, người duy nhất không dự cuộc bầu cử lại là người đặt triều thiên ba tầng cho tân Giáo hoàng. Ngày hôm sau, các hồng y báo tin này cho 6 hồng y còn ở lại Avignon, và ngày 8 tháng 5 cho các vua chúa.

## Ly giáo

Bản đồ thái độ các nước liên quan đến ly giáo Tây Phương với đỏ là ủng hộ phe Avignon (theo Pháp) còn xanh là theo phe giáo hoàng ở Rome.

Mấy tuần lễ đầu, Urbanus VI thi hành nhiệm vụ mà không có sự phản đối. Tính cách dễ sợ của ông đã tạo một bầu khí thù hiềm xung quanh, đến độ chính những người đã bầu cử ông giờ đây lại bầu nên một phản Giáo hoàng (anti-pope).
Theo đó là bắt đầu cuộc ly giáo Tây Phương kéo dài 40 năm làm đảo lộn và chia rẽ Giáo hội. Urbanus VI dần quen công việc hành chính, nhưng tính tình cứng cỏi, lời nói chua cay và làm mất lòng nhiều vị hồng y, nhất là các hồng y Pháp. Chính thánh nữ Catarina thành Sienna đã nhiều lần khuyên ông nên có thái độ nhã nhặn, mền dẻo, nhưng không kết quả. Đối với các vua chúa ông cũng không tế nhị hơn.
Các hồng y muốn Urbanô sang Arvigon, nhưng ông bác bỏ và trước sự kinh ngạc của họ, Urbanô đã trừng trị các hồng y, luôn lải nhải đòi hỏi họ cải tổ và ngay cả tra tấn hồng y nào bất đồng quan điểm. Đồng thời ông lại còn dự định đặt nhiều Hồng y ngưới Ý để hồng y Pháp không còn chiếm đa số.
Tất cả những hành động trên làm cho các hồng y không phải là người Ý đều bất mãn. Các vị nhớ lại những biến cố của ngày bầu cử, rồi sinh sa nghi ngờ và bối rối, sau cùng các ngài cho việc bầu cử bất hợp pháp và không thành. Tiếp đến việc hồng y Jean Grange, cố vấn cho vua Pháp Charles V (1364-1380) sang Roma cổ vũ phe chống đối và hứa sẽ có sự ủng hộ của nhà Vua.
Cuối cùng tháng 5 năm 1378, 13 Hồng y ngoại quốc viện cớ nóng bức bỏ Roma xuống Avignon tuyên bố cuộc bầu cử trước thiếu tự do, phủ nhận giá trị việc tuyển chọn Urbanô. Ngày 9.8.1378, 13 hồng y này gửi văn thư đi khắp nơi tuyên bố Urban đã được bầu lên bất hợp pháp, vì cuộc bầu cử đã diến ra trong bầu không khí võ lực, các vị còn ra vạ tuyệt thông cho Giáo hoàng nữa.
Mấy ngày sau, ba hồng y người Ý Giacobini Orsini, Pietro Orsini và Simon Borsano cũng đứng sang phe 13 hồng y kia, và hội tại Fondi. Chỉ một mình hồng y Tibaldeschi trung thành với Urban VI tới cùng. Như vậy là Urban VI mất hết các hồng y, nhưng ngày 18.9.1378 ngài đặt 29 hồng y mới. Cũng ngày ấy, các hồng y đang họp ở Fondi nhận được thư của vua Charles V viết khuyên bầu Giáo hoàng mới. Các vị đã làm thật.
Ngày 20.9.1378 các vị đã bầu chọn một hồng y người Pháp là Robert Gebennis lên ngôi Giáo hoàng tức "ngụy giáo hoàng" Clementê VII (1378-94). Ba hồng y người y người Ý không dự cuộc bầu cử nhưng sau cũng nhìn nhận Giáo hoàng Clement VII. Giáo hoàng Clement VII cùng với các vị hồng y của mình sang Avignon lập giáo triều tại đó (tháng 6 năm 1379). Cuộc ly giáo bắt đầu.
Sự kiện này bắt đầu một trang sử buồn thảm của Giáo hội Công giáo. Đó là thời gian có đến hai, và sau này ba người tự xưng là Giáo hoàng. Vua Pháp Charles V ngày 16.11.1379 công nhận Clementê VII và truyền cho quốc dân phải nhận Clement VII làm Giáo hoàng đưa đến cuộc ly giáo kéo dài 40 năm.
Ngày 19 cũng tháng ấy, Urban VI ra vạ tuyệt thông Clement VII; để đáp lại, Clement VII cũng tuyên vạ tuyệt thông Urban. Clement VII và người kế vị ngài là đức Benedict XIII không được ghi tên trong sổ bộ các Giáo hoàng, nhưng Giáo hội không bao giờ chính thức phán quyết về hai vị, cũng như các Giáo hoàng khác đã được bầu lên trong thời Ly giáo.

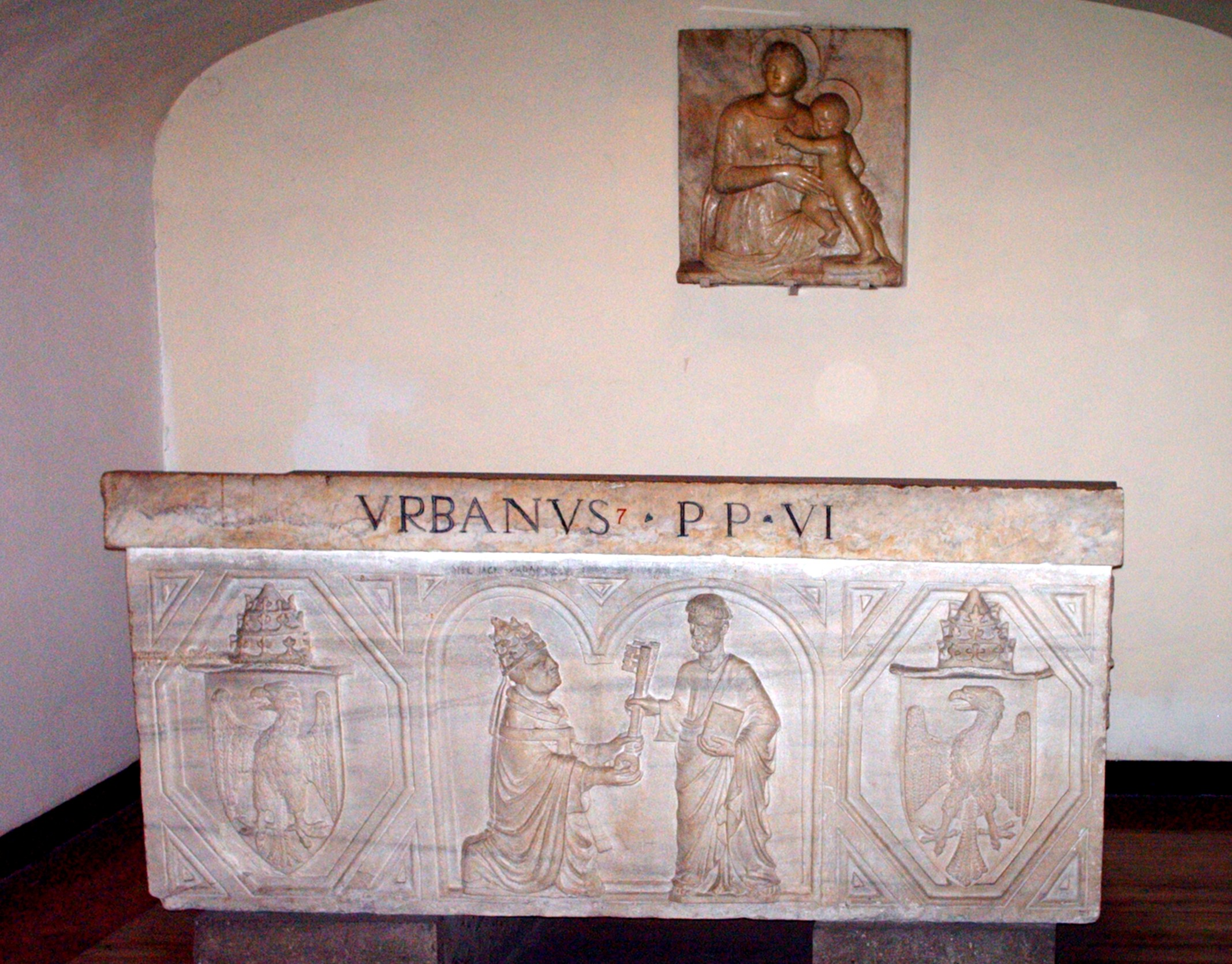
Mộ phần giáo hoàng Urbanus VI.

Nước Kitô bị chia đôi theo địa dư: Phía Roma có Đức, Anh, Bỉ, Ý và Đông Âu; Bohemia, Hunggari, Ba Lan. Phía Avignon có Pháp, Ái Nhĩ Lan, Savoie, Napoli, bán đảo Ibérique gồm Tây Ban Nha và Bồ Đào Nha. Đại học Paris ban đầu tranh luận sôi nổi nhưng sau cũng nghiêng về Giáo hoàng ở Arvigon. Clement VII về ở Avignon thì được sự ủng hộ của hoàng hậu xứ Naples, vua Pháp Charles V và theo vua là viện đại học Paris rất có thế lực, của các xứ Savoie, Ecosse, Castille và Aragon.
Nước Anh kình địch với nước Pháp (dù rằng đã tạm hòa) hậu thuẫn cho Urbanus VI, hoàng đế Charles IV và hầu hết các vương công Đức, xứ Flandre và các vương quốc miền Bắc cũng vậy. Mỗi bên đều có các vị thánh ủng hộ: thánh Catherine de Sienne, thánh Catarina nước Thụy Điển đứng về phía Urbanus, thánh Vincent Ferrier, thánh nữ Coletta Corbie, Chân phước Phê-rô xứ Luxemburg về phía Clement. Đó là sự kiện mà lịch sử gọi là cuộc "Đại phân liệt".
Năm 1389, Giáo hoàng Urban VI đã ấn định thời gian định kỳ mở năm tòa xá giảm từ 50 năm (Clement VI) xuống còn 33 năm. Ông qua đời ngày 15 tháng 10 năm 1389.